# 陳夷公
陳夷公（？—前778年），媯姓，名說，為春秋諸侯國陳國君主之一，他為陳武公兒子，承襲陳武公擔任該國君主，在位期間為前781年－778年，共在位3年。他是陳國第9位君主。

## 家庭

### 父母
- 父：陳武公

### 兄弟
- 弟：陳平公

| 前任： 陳武公 | 春秋陳國君主 在位期間前781年－778年，共在位3年 | 繼任： 陳平公 |